# Utopie in Stein

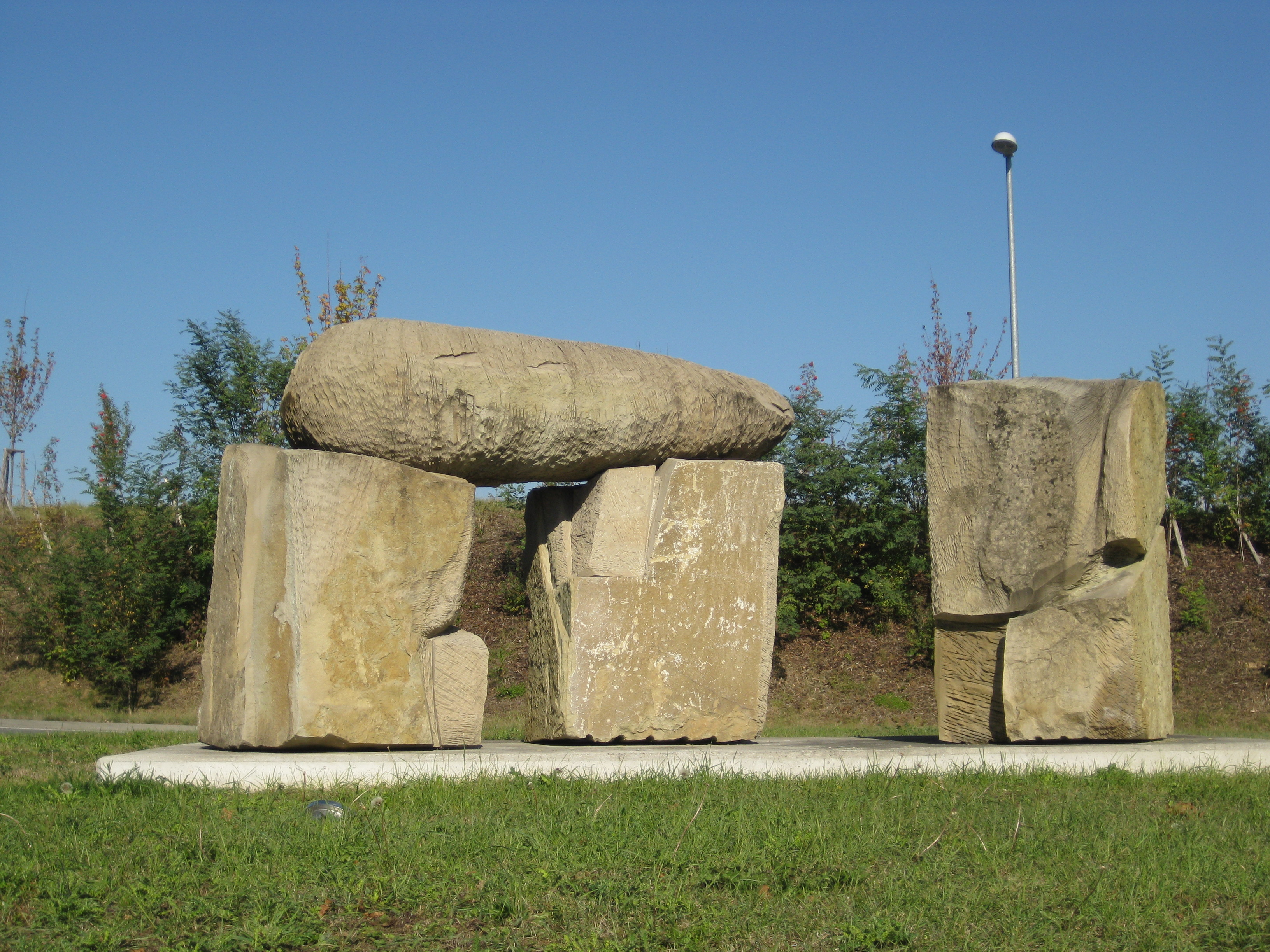
Leingarten, Guillaubeykreisel mit der Skulptur „Utopie in Stein“ von Christiane Guillaubey, Ausschnitt

Utopie in Stein ist eine Skulptur der französischen Bildhauerin Christiane Guillaubey. Sie befindet sich auf einem Verkehrskreisel in Leingarten.

## Lage

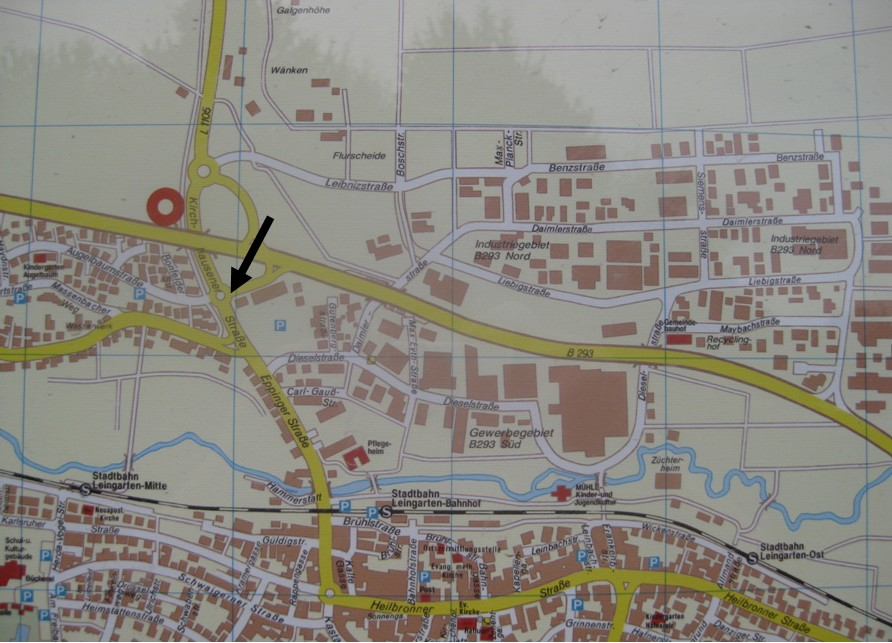
Leingarten, Stadtplanausschnitt mit dem Guillaubeykreisel (siehe Pfeil)

| Der Guillaubeykreisel liegt im Norden der Stadt Leingarten: - an der Nord-Süd-Achse Kirchhausener Straße/Eppinger Straße, die den Ortsteil Schluchtern mit dem Ortsteil Großgartach im Süden verbindet - südlich vom Stillingkreisel und nördlich vom Viktorplatz Der westliche Arm des vierarmigen Kreisels führt in das Wohngebiet Augelbaum und der Ostarm zur südlichen Einfahrt der Bundesstraße B293. |

Der Guillaubeykreisel ist einer von fünf Kreiseln bzw. Plätzen, für die 2007/2008 im Rahmen eines Bildhauersymposiums in Leingarten Skulpturen geschaffen wurden. Etwas weiter nördlich liegt der Stillingkreisel, südlich folgen der Viktorplatz und der Simmondskreisel und im Südosten der Cpajakkreisel.

## Mittelinsel
Die große, rasenbewachsene Mittelinsel steigt von der Fahrbahn aus in einer starken Böschung an und gleicht das abschüssige Gelände an dieser Stelle aus, so dass eine waagerechte Plattform entsteht. Diese dient als Präsentierteller für die Skulptur „Utopie in Stein“ von Christiane Guillaubey, die unübersehbar für den Vorüberfahrenden auf einer rechteckigen Betonplatte in der Mitte der Plattform thront.

## Kunstwerk
Von weitem wirkt das Kunstwerk nicht wie eine Skulptur, sondern wie Hinkelsteine oder Findlinge, die auf dem Podest der Mittelinsel in einer gewissen Ordnung aufgestellt und abgelegt wurden. Bei näherer Betrachtung (dazu muss man sich über die Fahrbahn hinüber auf die Mittelinsel vorwagen) erkannt man jedoch den Eingriff der menschlichen Hand. Die Skulptur „Utopie in Stein“ ist das Werk der in Lyon lebenden französischen Bildhauerin Christiane Guillaubey (gesprochen: gijoobee).
Das tisch- oder torartige Gebilde sieht einem Dolmen ähnlich und der einzeln danebenstehende Quader einem oben abgeschnittenen Menhir.
Der „Dolmen“ besteht aus zwei kurzen, schwerfällig auf der Unterlage lastenden Quadern, die einem dritten, querliegenden Sandsteinblock als Lager dienen. Die beiden Quader und der einzelstehende „Menhir“ behielten an den unbearbeiteten Oberflächen die Marmorierung und die feinen Farbnuancen des Natursteins bei, mussten aber an vielerlei Stellen „Verletzungen“ durch den Meißel der Bildhauerin hinnehmen. Überall verraten Schlitze, Klüfte, Kerben, Rinnen, Furchen und Kantenabschläge die Hand der Künstlerin. An einigen Stellen wachsen behauene, glattwandige, kleine Quader heraus, die den Eindruck eines gerade begonnenen Werks hinterlassen, das noch der Vollendung harrt. Der Sturz über den beiden Quadern, einer Rübe oder einem dicken Knüppel nicht unähnlich, ist über und über mit Querriefen bedeckt und zeigt nur noch an wenigen Stellen die ursprüngliche Oberfläche des Steins.

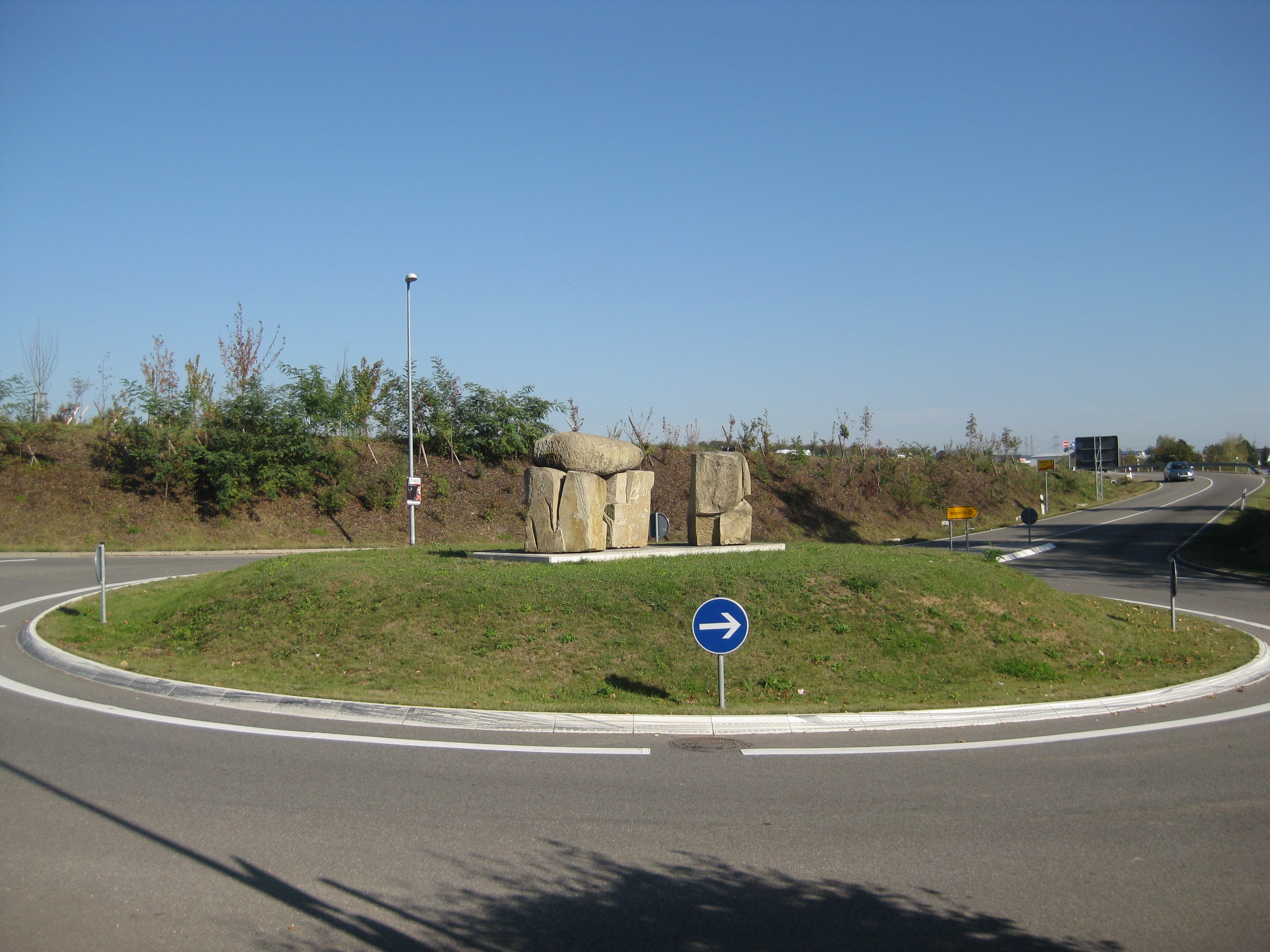
Mittelinsel
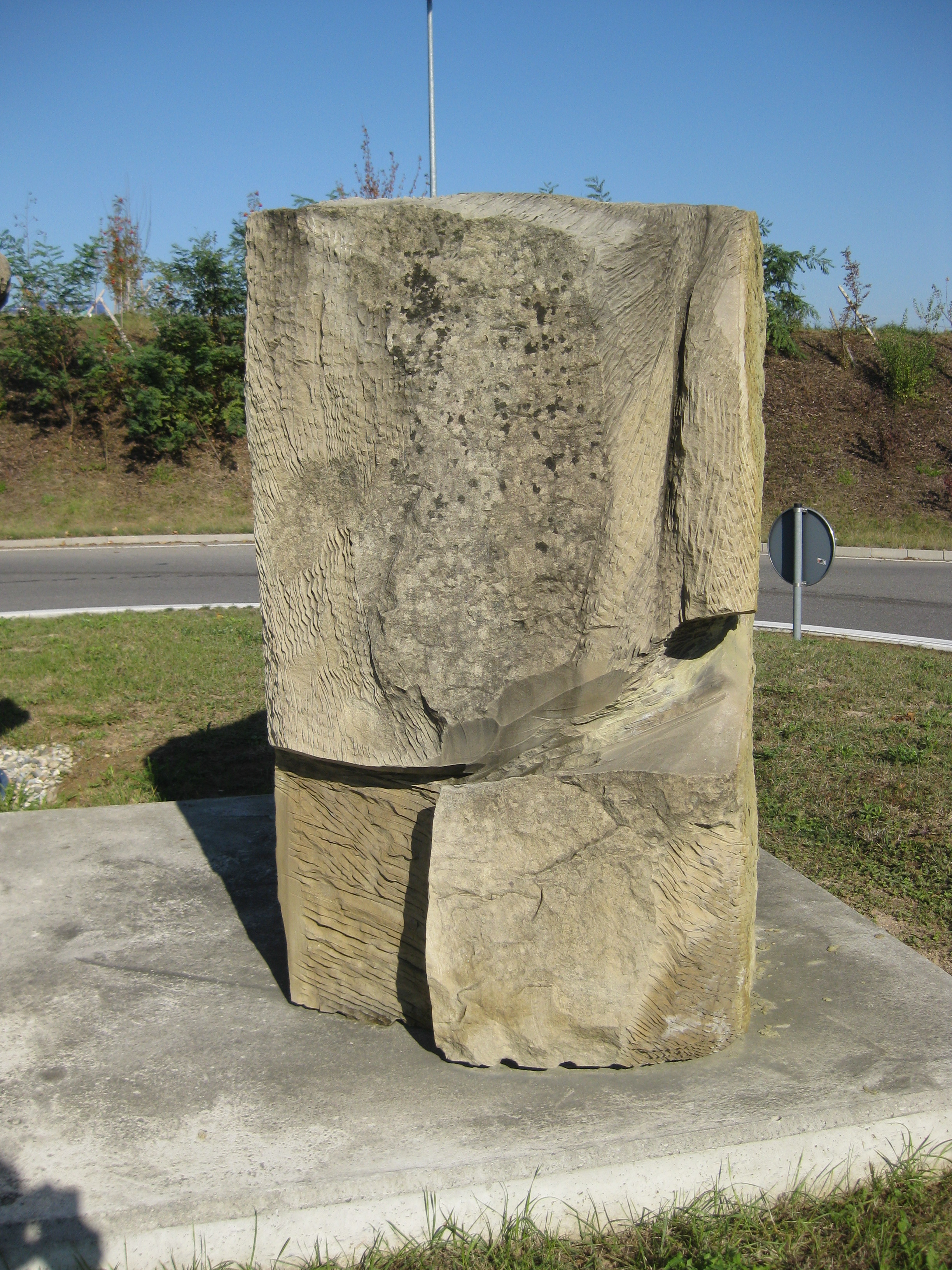
„Menhir“
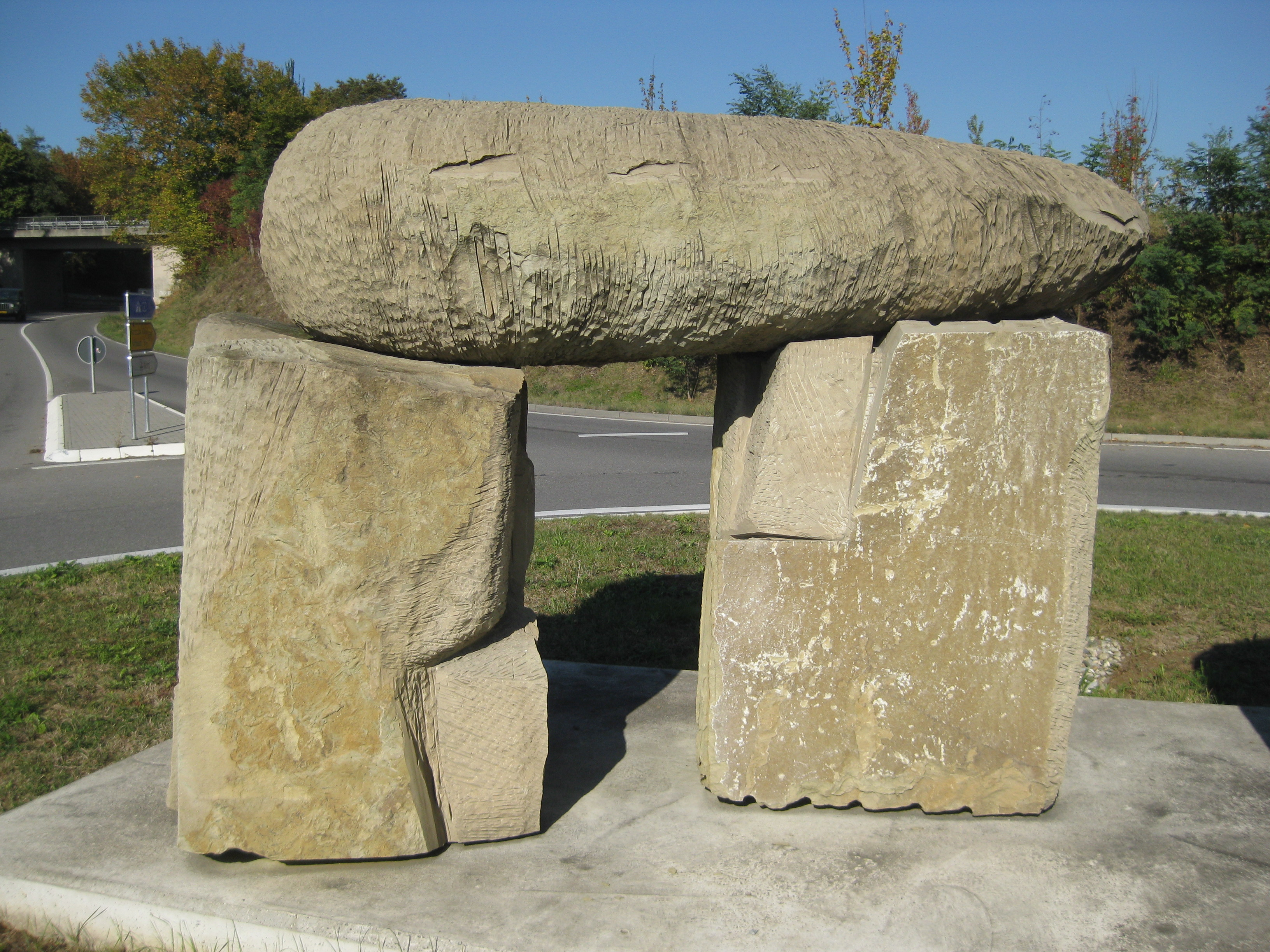
„Dolmen“
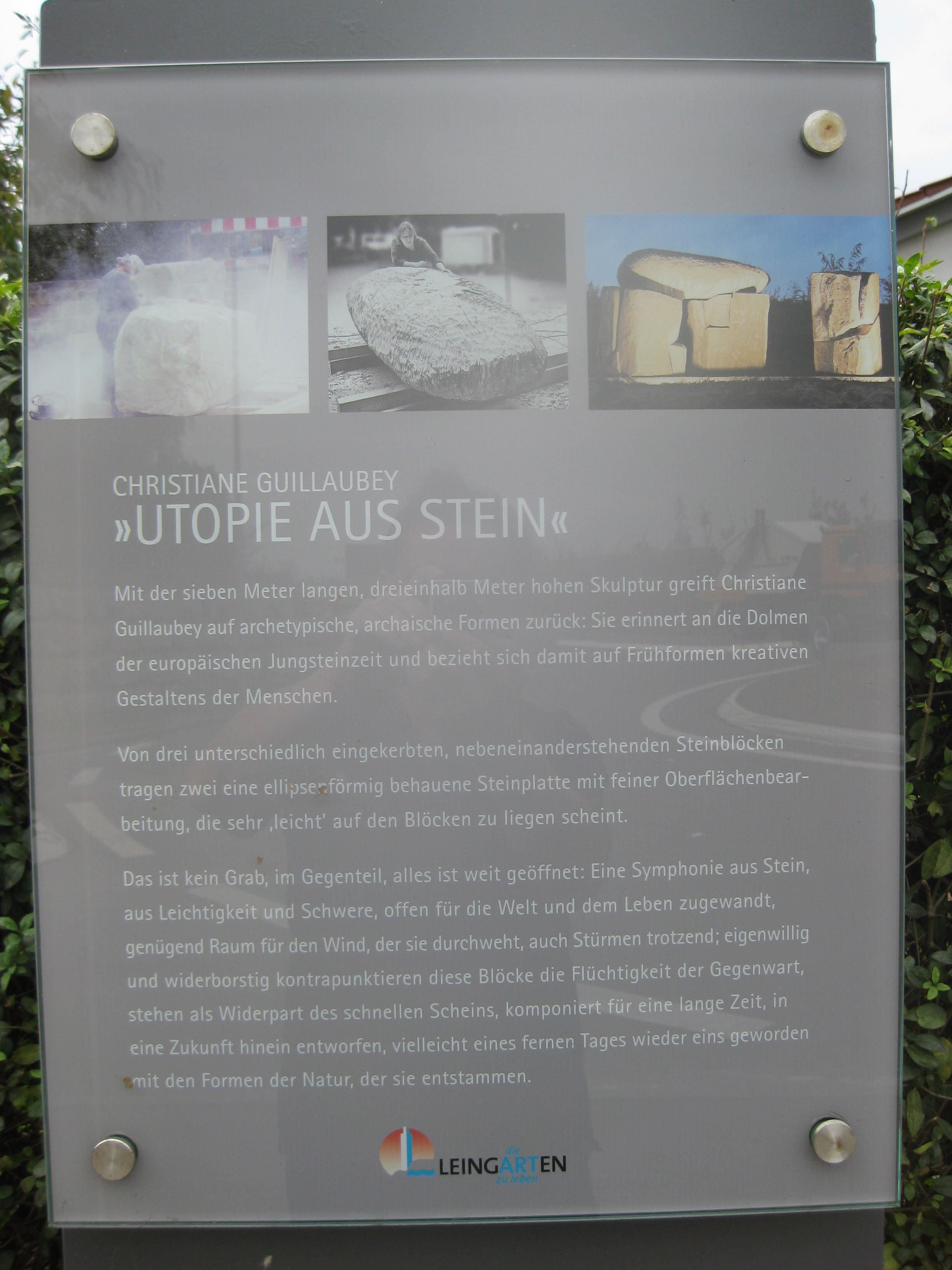
Erklärungstafel
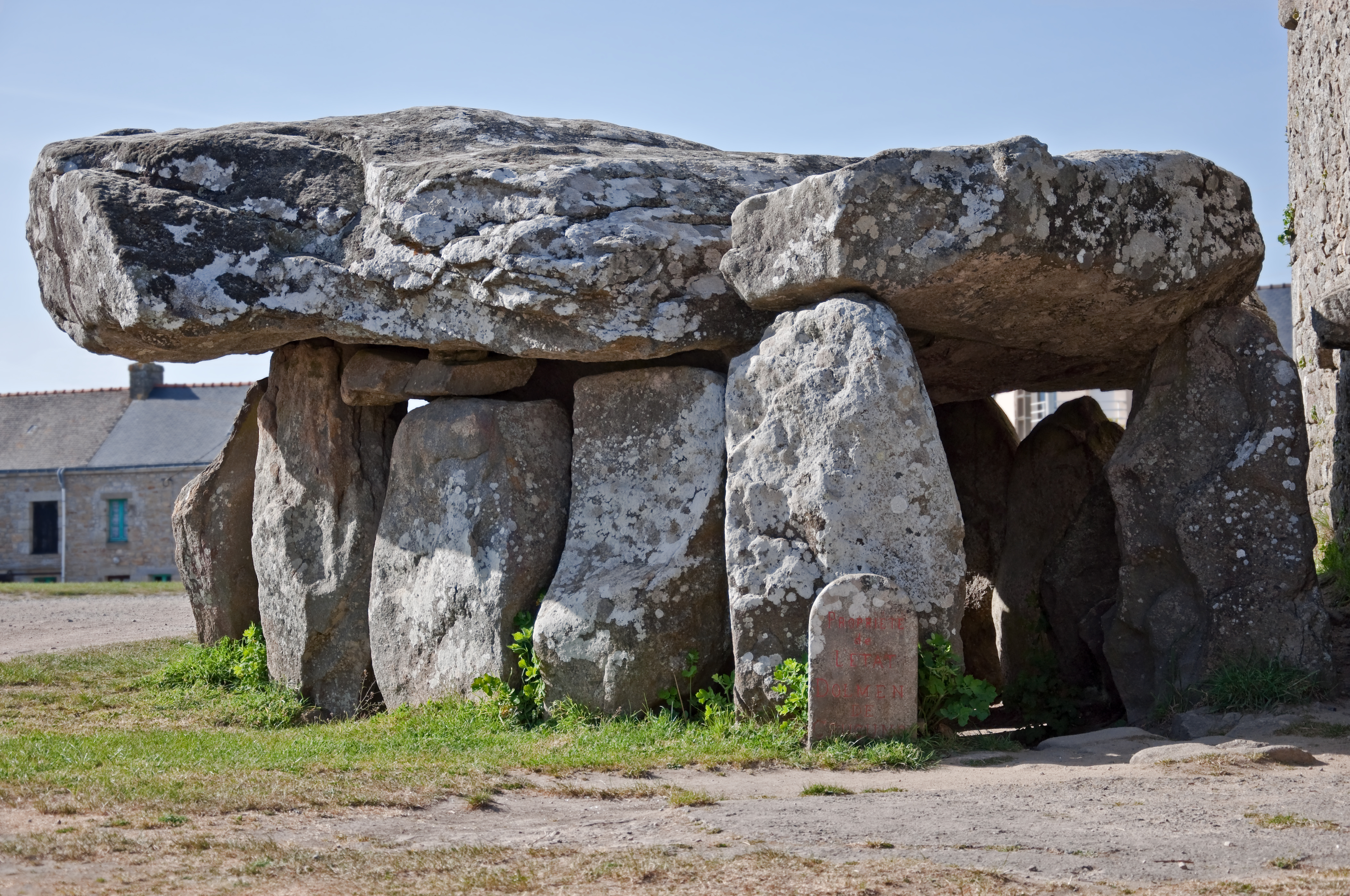
Zum Vergleich: Crucuno-Dolmen in Plouharnel in der Bretagne

## Künstlerin
Christiane Guillaubey wurde 1949 in Lyon geboren, wo sie auch lebt und arbeitet. Nach dem Abschluss des Studiums der Bildhauerei 1970 an der École Nationale des Beaux-Arts in Lyon arbeitet sie seither hauptsächlich als freie Bildhauerin.
Für die Stadt Lyon schuf sie Denkmäler für den in Lyon geborenen Schriftsteller Antoine de Saint-Exupéry und für Jean Moulin, ein Mitglied der Résistance, der im Zweiten Weltkrieg von Lyon aus operierte. In Kaiserslautern kann man in der Carlo-Schmid-Straße eine dreiteilige Marmorskulptur besichtigen, die Guillaubey 1987 im Rahmen des internationalen Steinhauer-Symposions des Universitätswohngebietes schuf.

## Geschichte
Siehe  Stillingkreisel, Geschichte.